# Natura morta amb plat de codonys (Zurbarán)
Natura morta amb plat de codonys és un oli sobre tela de Francisco de Zurbarán pintat entre 1633 i 1664, el qual fou adquirit pel Museu Nacional d'Art de Catalunya el 1946 i actualment forma part de la seua col·lecció.

## Context històric i artístic
No se sap gairebé res de la història del quadre, el qual va ingressar al Museu Nacional d'Art de Catalunya amb la col·lecció Gil com una natura morta exempta. La tela original està reentelada i els estudis radiogràfics fan pensar que es retallà d'una altra de més gran. Potser es tractava d'un detall puntual d'una escena religiosa d'interior domèstic relacionat amb la vida de la Mare de Déu o la infantesa de Jesús, amb un plat de fruita que al·ludeix a la Redempció (cosa molt freqüent en la producció de Zurbarán).
La crítica accepta unànimement l'autoria del mestre extremeny, si bé hi ha discrepàncies quant a la cronologia d'execució que aconsellen mantindre, de moment, una certa reserva i una proposta àmplia. La factura d'empastament gruixut i la manera d'agrupar la fruita (l'una sobre l'altra) permeten situar-lo prop dels anys trenta, a partir de la comparació amb obres d'aquest període, com la Natura morta amb panera de taronges (avui al Museu Norton Simon de Pasadena) del 1633, o el Naixement de la Mare de Déu de la mateixa institució (una opinió que comparteixen Pérez Sánchez, Sureda i Valdivieso). Finaldi creu que va ésser feta entre el 1658 i el 1664 i la relaciona amb el plat de metall amb pomes de la Mare de Déu amb el Nen i Sant Joanet (1658) del San Diego Museum of Art. Cal, també, tindre en compte una possible data d'execució en la trajectòria final del pintor, sobretot si es pensa en quadres com la Mare de Déu amb el Nen i Sant Joanet (1662) del Museu de Belles Arts de Bilbao.

## Descripció
El quadre mostra quatre codonys de mida natural, els quals destaquen llur silueta sobre un fons negre. Un focus de llum provinent de l'esquerra fa brillar el reflex daurat de la fruita a la vora del plat de metall que els fa de suport. A l'angle inferior, a la dreta de l'espectador en primer terme, hi ha un tros de roba blanca. És una obra d'un enorme potencial plàstic, la qual transmet una atmosfera de silenci profund que Milicua va definir com a poètica de quietuds.
En aquesta natura morta cal pressuposar-hi l'existència d'un cinquè codony amagat en la foscor del fons (recognoscible a les radiografies que se li van fer).

## Exposicions
- Estocolm (1959-1960)
- Madrid (1964-1965)
- Barcelona (1965)
- Bordeus (1978)
- Madrid (1983-1984)
- Girona (1987)
- París (1987-1988)
- Madrid (1988)
- Barcelona (1989)
- Roma (1990-1991)
- Tòquio/Nagoya (1992)
- Estocolm (1995)
- Barcelona (1996)
- Barcelona (1998)
- Sevilla (1998)
- Bilbao (1999-2000)
- Segòvia (2003)[2]